# 円満寺 (佐久市)
円満寺（えんまんじ）は、長野県佐久市岩村田の寺院。真言宗智山派で山号は大悲山。天長5年（828年）、廣辯が開山。藤の名所としても知られる。

## 概要

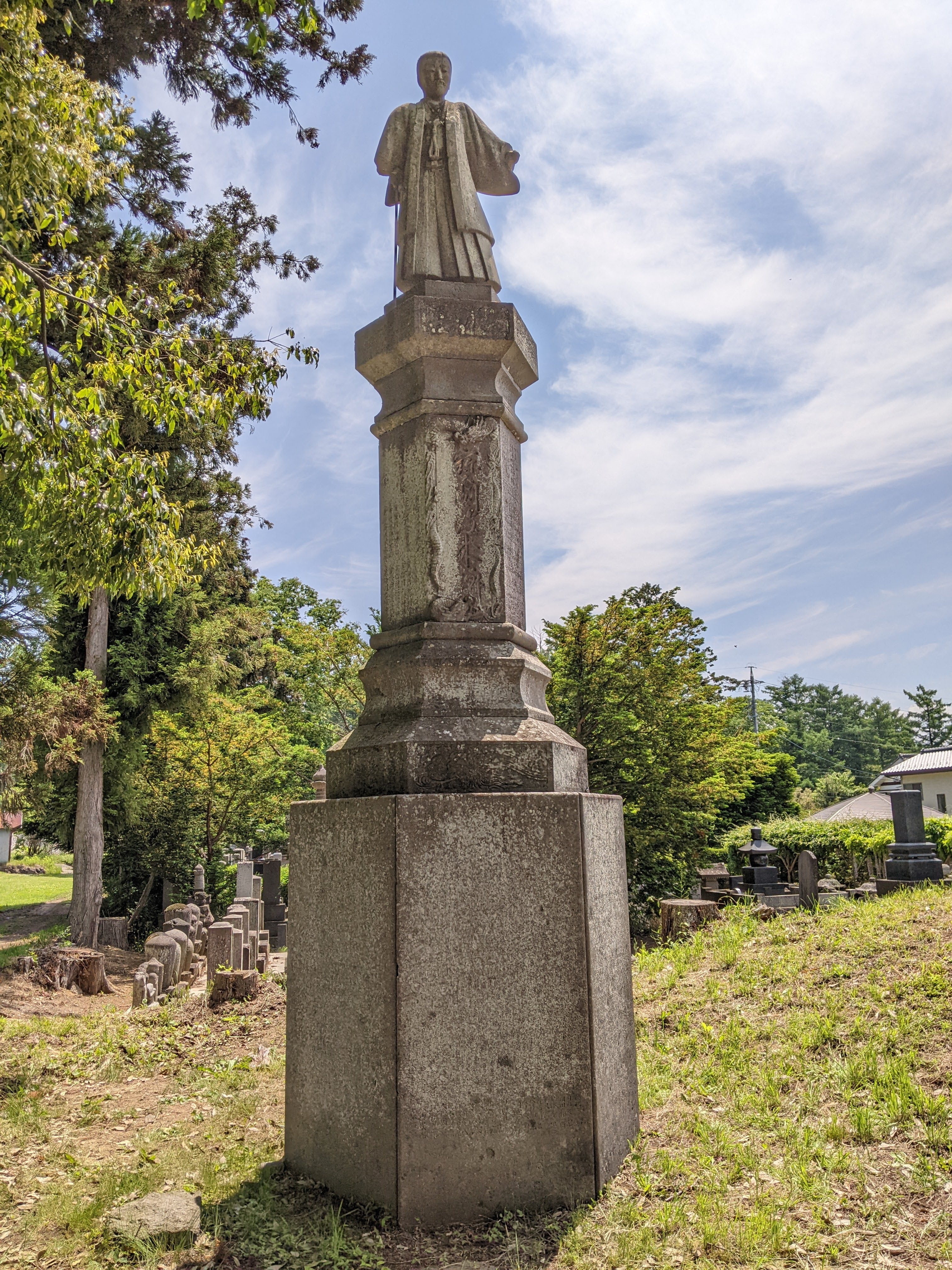
本堂裏に建てられている立川雲平の像（1901年4月建立）

天長5年（828年）岩村田の小平地区に律宗大悲山信光寺があり三十六房を有し、その中の一寺院が円満寺である。信光寺は廃寺となり、円満寺は岩村田の大井城付近に移り真言律宗となり、三重塔もあったが大永年間（1521年 - 1528年）に兵火により焼失、廃寺となるも、紀伊国の僧侶勇伝が再興。武田信玄の武運祈願を斎行する。観音堂や天満宮を境内に建立し、梅樹を植し、山号を「梅霊山」とした。子供が六院誕生したため、六供(ろっく)の地名がある。再び戦乱に遭遇し、荒寺となるも、延享4年（1747年）再興し、山号を「大悲山」に復す。領主内藤氏は観音堂を再建し、鬼門鎮護祈願を執行。境内には立川雲平像、宗吾祠などがある。観音堂は境内北にあり、本尊は京都清水寺と同体観音菩薩。

## 文化
- 円満寺の藤は戦国時代永禄年間に京都の「野田藤」を植えたが、焼失。その後、江戸時代延宝年間に再び野田藤の種を蒔き、現在に至る。
- 寺横と寺前に旧中山道が通る。門前には、岩村田七井戸の一つ「梅の井戸」がある。硬水で酒造仕込み水として有名。2月の節分豆まきは盛大。

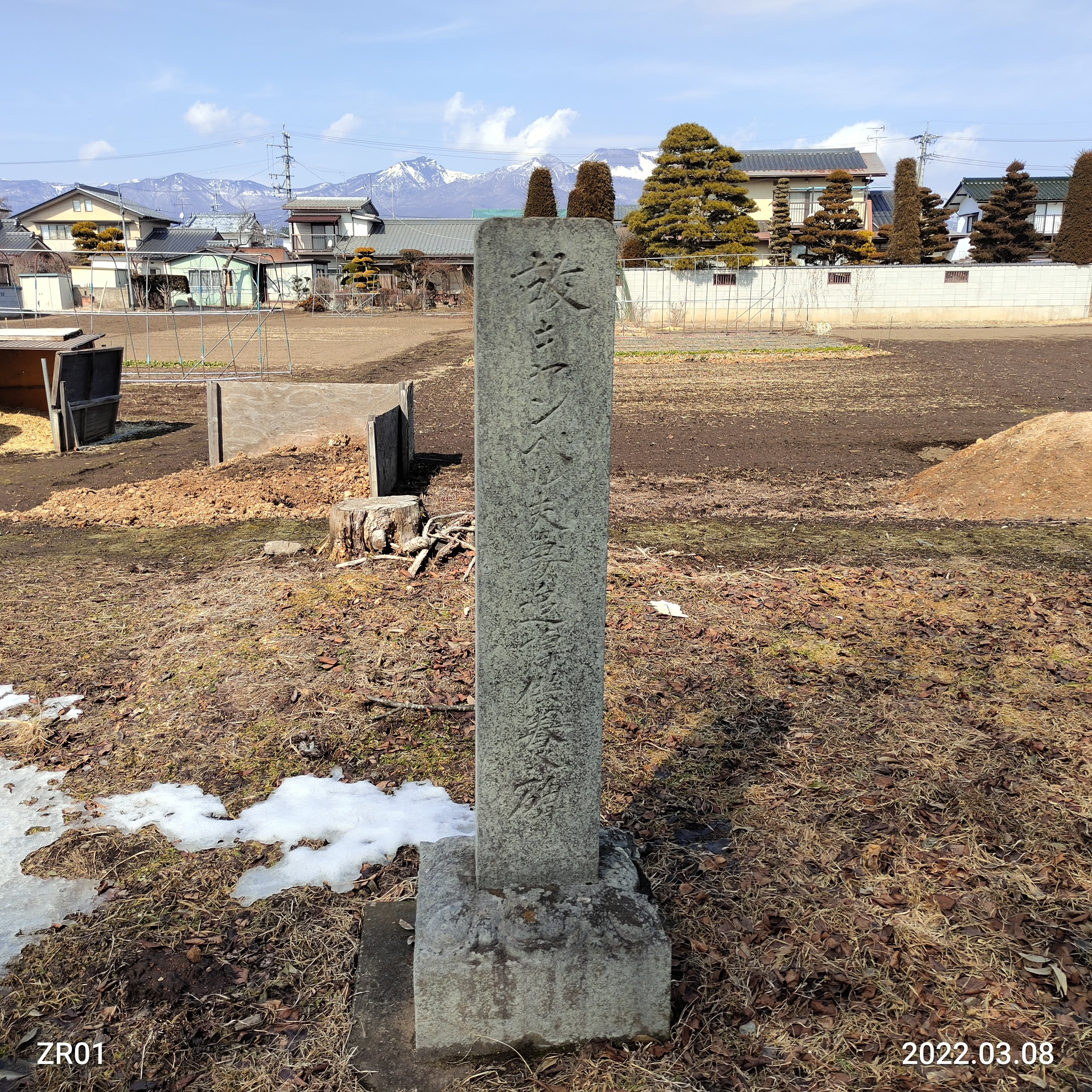
故キャンベル夫妻追悼供養碑

- 故キャンベル夫妻追悼供養碑本堂の裏には「故キャンベル夫妻追悼供養碑」がある。カナダから来日したキャンベルは1916年大正5年に軽井沢で強盗により殺された。キャンベルはキリスト教宣教師だったので、当時、埋葬を許可する寺や墓所はなかった。ところが円満寺住職は「たとえ外国人であろうと、異教の宣教師であろうと、死者に対しては差別なく、ひろく平等であるべきだ。」として埋葬を許可した。キャンベルの葬儀の際には当時すでに軽井沢から岩村田へ移転していた遊廓から楽隊がくり出し、大勢の人々が讃美歌を歌いながら円満寺まで葬列をつくった[1]。
- 円満寺に建てられた理由について、犯人の川上瞳が、軽井沢入りする前に岩村田遊郭で豪遊していたことが自供で判明したので、厄落としのため追悼碑建立されたと記す資料がある。[2]
- 「信濃成田山」や「福寿院」などの称号もある[3]。

## 最寄り駅
- JR東日本小海線、岩村田駅徒歩15分
- JR東日本北陸新幹線・小海線佐久平駅から車で約5分